# Rhododendron carolinianum
Rhododendron carolinianum är en ljungväxtart som beskrevs av Alfred Rehder. Rhododendron carolinianum ingår i släktet rododendron, och familjen ljungväxter. Inga underarter finns listade i Catalogue of Life.